# Ácido fólico
O ácido fólico, folacina, ácido pteroil-L-glutâmico ou Vitamina B9 (Folio do latim "folium", por causa da ocorrência em folhas de plantas verdes), é uma vitamina hidrossolúvel pertencente ao complexo B para a formação de proteínas estruturais e hemoglobina.

## Benefícios
- O ácido fólico é efetivo no tratamento de certas anemias;[3][4]
- Pode manter espermatozoides saudáveis;[5][6]
- É um dos componentes indispensáveis para uma gravidez saudável;[7]
- Reduz risco de mal de Alzheimer;[8]
- Pode ajudar a evitar doenças cardíacas e derrame;[9]
- Pode ajudar a evitar a anencefalia dos fetos na gravidez;
- Ajuda a controlar a hipertensão;[10]
- Queda de cabelo e unhas.
- Melhora os níveis de insulina no sangue.[11]
- Reduz perdas auditivas em idosos.[12]

Encontrado em vísceras de animais, verduras de folha verde, legumes, frutos secos, grãos integrais e levedura de cerveja. Ele se perde nos alimentos conservados em temperatura ambiente e durante o cozimento. Ao contrário de outras vitaminas hidrossolúveis, é armazenado no fígado e sua ingestão diária não é necessária. Sua insuficiência nos seres humanos é muito rara.
Se a mulher tem ácido fólico suficiente durante a gravidez, essa vitamina pode prevenir defeitos de nascença no cérebro e na coluna vertebral do bebê, como a espinha bífida, pois o ácido fólico participa na formação do tubo neural no feto.

## Sinais e sintomas de níveis anormais do nutriente
Hipovitaminose: anemias, anorexia, apatia, distúrbios digestivos, cansaço, dores de cabeça, problemas de crescimento, insônia, dificuldade de memorização, aflição das pernas e fraqueza.
Hipervitaminose: euforia, excitação e hiperatividade.
A fórmula molecular do ácido fólico é C19H19N7O6.

## Prevenção na gravidez
O ácido fólico atua na prevenção de anomalias congênitas no primeiro trimestre da gestação. Ele é recomendado na prevenção primária da ocorrência de defeitos do fechamento do tubo neural, que entre os dias 18 e 26 do período embrionário transforma-se na espinha. Defeitos do tubo neural são malformações que ocorrem no início do desenvolvimento fetal, sendo os principais: anencefalia e espinha bífida. A dose diária recomendada é de 600 mcg (conforme recomendação da ANVISA), no período de no mínimo um mês antes da concepção até três meses ou 12 semanas de gravidez (1º trimestre).
O principal problema desta prevenção reside no fato de cerca de metade das gestações não serem planejadas e, assim, quando as mulheres descobrem que estão grávidas já é tarde para se fazer a suplementação com o ácido fólico. Por este motivo o principal foco é que as mulheres em idade reprodutiva tenham uma alimentação balanceada que contenha alimentos ricos em ácido fólico. As principais fontes deste nutriente são as vísceras, o feijão e os vegetais de folhas verdes como o espinafre, aspargo e o brócolis, além de abacate, abóbora, carne de vaca, carne de porco, cenoura, couve, fígado, laranja, leite, maçã, milho, ovo e queijo.